# Francisca de la Cueva y Bocanegra
Francisca de la Cueva y Bocanegra (Guadix, ¿? - Madrid, 13 de mayo de 1627) fue una noble española, dama de la reina Ana de Austria y señora de La Peza, fundadora de la casa de Moctezuma.

## Biografía
Natural de Guadix (Granada), nace en el seno de una de las familias nobles influyentes en la corte hispánica. Hija de Juan de la Cueva e Isabel Valenzuela y Bocanegra, es nieta de los duques de Alburquerque y sobrina de Gaspar de Ávalos de la Cueva (obispo, arzobispo y cardenal). Esta condición, junto a la ocupación de cargos por la familia De la Cueva en Nueva España (México) desemboca en su unión matrimonial con un nieto del emperador azteca Moctezuma II, Diego Luis de Moctezuma Ilhuitltemoctzin, en 1579. 
En 1567, Diego Luis de Moctezuma es obligado a abandonar Nueva España con destino a la península ibérica para defender ante la Corona las pretensiones de su padre, Pedro de Moctezuma y sus hermanos y así evitar que encabezara revueltas contra el poder hispánico. Entre las contraprestaciones que ofrece la monarquía al matrimonio se conoce que, a Francisca le prometieron ser dama de la reina Ana de Austria y al marido (probablemente también a ella) las tierras de La Peza (Granada). Del matrimonio entre Francisca de la Cueva y Diego Luis de Moctezuma nacen Pedro Tesifón de Moctezuma, Francisco Antonio, Felipe Marcelino, Cristóbal, María, Margarita y Agustina, que ingresa en un convento. Además de Guadix, la familia va a vivir en otros lugares como Sevilla, Madrid o Valladolid.
En 1588, el matrimonio no puede gestionar sus bienes de Nueva España, por lo que encarga a Hernando de Isla, vecino de Guadix, como Francisca, que viaje a México para que los administre y remita productos de aquellas tierras.
Las negociaciones del matrimonio con la Corona son continuas y complejas, trasladándose a la Corte para presionar sobre sus peticiones. Al enviudar en 1606, Francisca de la Cueva continua negociando y demandando rentas, mercedes, títulos nobiliarios y hábitos de órdenes militares para sus hijos y yerno, pero en esta ocasión rebajando sus exigencias. Este gesto permite, tres años después, que por fin la Corona se los conceda, consiguiendo perpetuar el linaje familiar. "Es precisamente a doña Francisca a quien le correspondió la enorme responsabilidad de renunciar al Trono de México. Y lo hizo, en unión de sus hijos, como biznietos únicos sucesores por baronía de Moctezuma, Rey que fue de la Nueva España en las Indias". Es así como Francisca de la Cueva se convierte en negociadora y eslabón necesario para que sangre noble indígena se convierta en nobleza titulada, asentada en España.
Por otro lado, Francisca de la Cueva y su esposo van a ser de las primeras personas en introducir el cacao de México en la Península a finales del siglo XVI. Uno de los primeros lugares en degustar el chocolate es el Reino de Granada, Guadix y La Peza, puesto que, según el periodista Gabriel Pozo Felguera, "El motivo no es otro que su asentamiento en estas tierras de una numerosa colonia de indios mexicas, familiares y sirvientes del nieto del emperador Moctezuma II, depuesto por Hernán Cortés. Aquellos mexicas trajeron entre sus costumbres culinarias la toma del chocolate líquido en jícaras".